# Podgórnaya (Krasnodar)
Podgórnaya (del ruso: Подгорная) es una stanitsa del raión de Otrádnaya del krai de Krasnodar, en Rusia. Está situada en un área premontañosa y boscosa de las vertientes septentrionales del Cáucaso Norte, a orillas del río Bolshói Teguín, afluente por la izquierda del río Urup, 26 km al suroeste de Otrádnaya y 203 km al sureste de Krasnodar, la capital del krai. Tenía 2 104 habitantes en 2010.
Es cabeza del municipio Podgórnenskoye.

## Historia
La localidad fue fundada el 17 de julio de 1858 junto al puesto de vigilancia Podgorni, erigido en 1856 para la defensa de los ataques de los pueblos desplazados a la montaña a las áreas conquistadas por los rusos en las postrimerías de la Guerra del Cáucaso. Pertenecía al otdel de Labinsk del óblast de Kubán. Sus primeros habitantes eran cosacos de la región de Anapa, excombatientes y emigrantes de la región del Kubán y cosacos de la Línea del Cáucaso. Posteriormente también recibió el asentamiento de población karachái tras el fin de la guerra. Durante el resto del siglo XIX se desarrollarían pequeñas industrias artesanas, entre las que cabe destacar la del prensado de aceite.

## Servicios sociales
La localidad cuenta con la escuela de enseñanza media nº12,el jardín de infancia nº26 y un puesto de enfermería.